# Hendrik IV van Brunswijk-Grubenhagen
Hendrik IV van Brunswijk-Grubenhagen (circa 1460 - Salzderheden, 6 december 1526) was van 1464 tot aan zijn dood hertog van Brunswijk-Grubenhagen. Hij behoorde tot het huis Welfen.

## Levensloop
Hendrik was de zoon van hertog Hendrik III van Brunswijk-Grubenhagen en diens echtgenote Margaretha, dochter van hertog Jan I van Sagan. Na de dood van zijn vader in 1464 werd hij hertog van Brunswijk-Grubenhagen. Omdat hij nog niet zelfstandig kon regeren, werd hij tot in 1479 onder het regentschap van zijn oom Albrecht II geplaatst.
Toen Hendrik IV in 1479 volwassen werd verklaard, beslisten hij en zijn oom om Brunswijk-Grubenhagen onderling te verdelen. Albrecht kreeg hierbij de kastelen Osterode en Herzberg, Hendrik het kasteel Heldenberg en het kasteel Grubenhagen ging zowel naar Albrecht als naar Hendrik. 
Toen zijn oom Albrecht II in 1485 stierf, werd hij regent voor zijn minderjarige neef Filips I. In 1526 herenigde Filips het hertogdom Brunswijk-Grubenhagen nadat Hendrik IV kinderloos was overleden.

## Huwelijk
Hendrik huwde op 26 augustus 1494 met Elisabeth (overleden in 1542), dochter van hertog Johan V van Saksen-Lauenburg. Hun huwelijk bleef kinderloos.